# Pierre Collings
Pierre Collings (22. september 1900 - 21. december 1937) var en amerikansk manuskriptforfatter, der på Oscaruddelingen i 1937 vandt både en Oscar for bedste filmatisering og en Oscar for bedste historie for filmen Louis Pasteur - menneskehedens velgører (1936).

## Filmografi
- 1936 - Louis Pasteur - menneskehedens velgører (historie og manus)
- 1934 - I hemmelig mission (ukrediteret)
- 1930 - Det tossede hus (kontinuitet)
- 1929 - The Hole in the Wall (forfatter)
- 1927 - Time to Love
- 1927 - Bedste Mand i Ringen
- 1926 - The Show Off (manus)
- 1926 - Good and Naughty
- 1926 - A Social Celebrity
- 1926 - Storfyrstinden og hendes Kammertjener (manus)
- 1925 - A Woman of the World